# اونافير
اونافير هي  بلدية فرنسية تقع مقاطعة الراين الأعلى في غراند إيست شمال شرق فرنسا.